# سیارک ۱۳۳۹

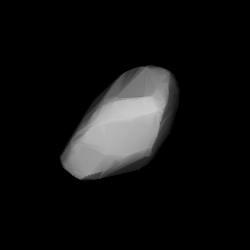
سیارک ۱۳۳۹

سیارک ۱۳۳۹ (به انگلیسی: 1339 Desagneauxa، نامگذاری:1934XB) هزار و سیصد و سی و نهمین سیارک کشف شده‌است که در ۴ دسامبر ۱۹۳۴ و در الجزیره کشف شد.
قدر مطلق سیارک برابر ۱۰٫۸۱ است.